# Þingvellir

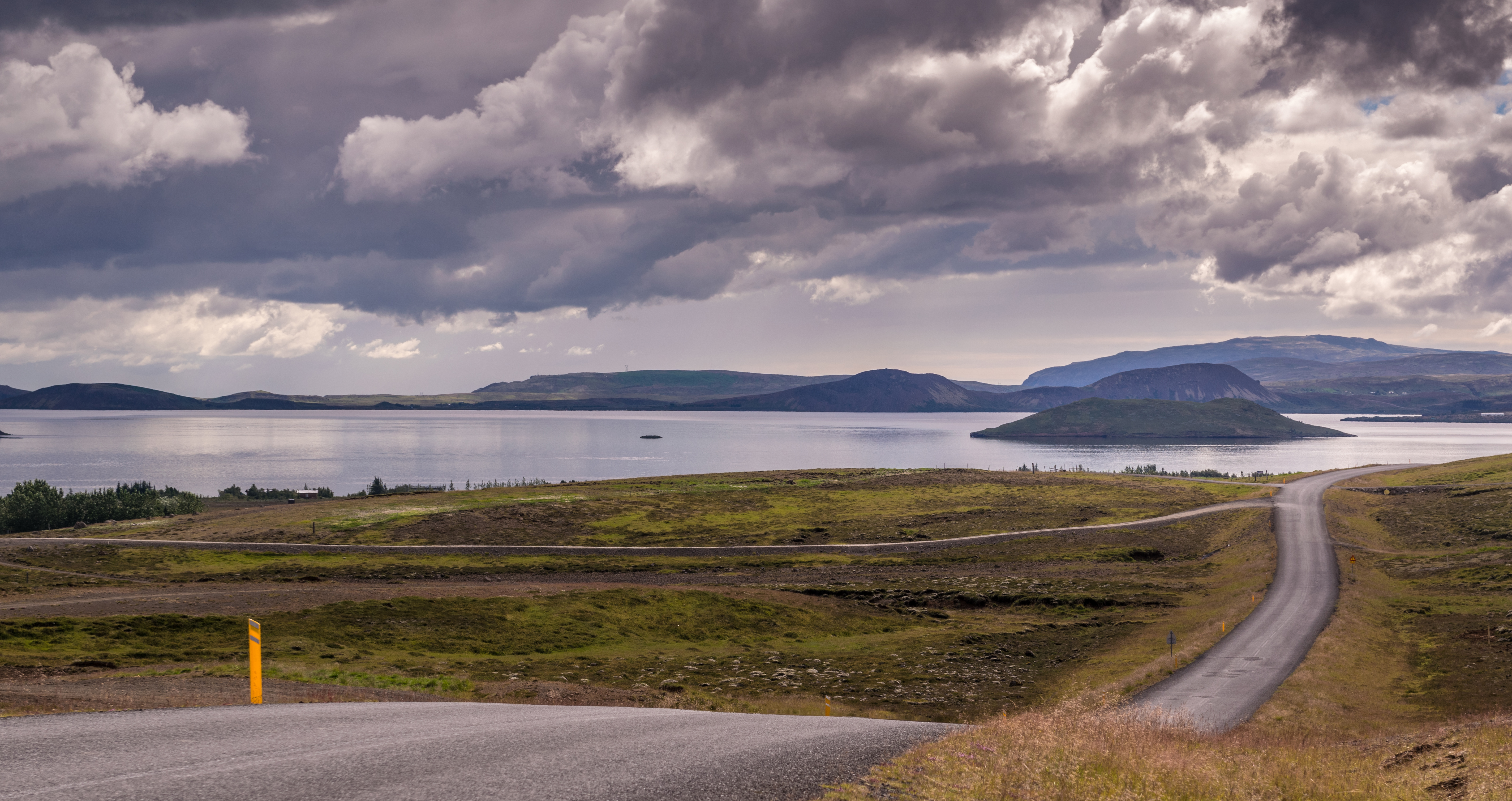
Der See Þingvallavatn mit der Vulkaninsel Sandey in Þingvellir

Þingvellir (ˈθiŋkvetlir, deutsch auch Thingvellir) ist ein Ort und ein Nationalpark im Südwesten von Island, etwa 40 km östlich der isländischen Hauptstadt Reykjavík am Nordufer des Sees Þingvallavatn. Der Ort Þingvellir hat besondere Bedeutung für die Geschichte Islands. In einer Grabenbruchzone im Grenzbereich zweier tektonischer Platten gelegen, ist das Gebiet auch geologisch von Bedeutung.

## Name
Isländisch Þing bedeutet „Thing, Volksversammlung“ (anders als das sprachlich verwandte englische thing gesprochen mit einem zum k gehärteten g). Isländisch völlur bedeutet „Feld“; der Plural vellir kann auch „Ebene“ bedeuten und wird etwa „wettlir“ gesprochen. Der Ortsname lautet also [θiŋkvetlir] mit der Bedeutung „Ebene der Volksversammlung“.

## Historische Bedeutung

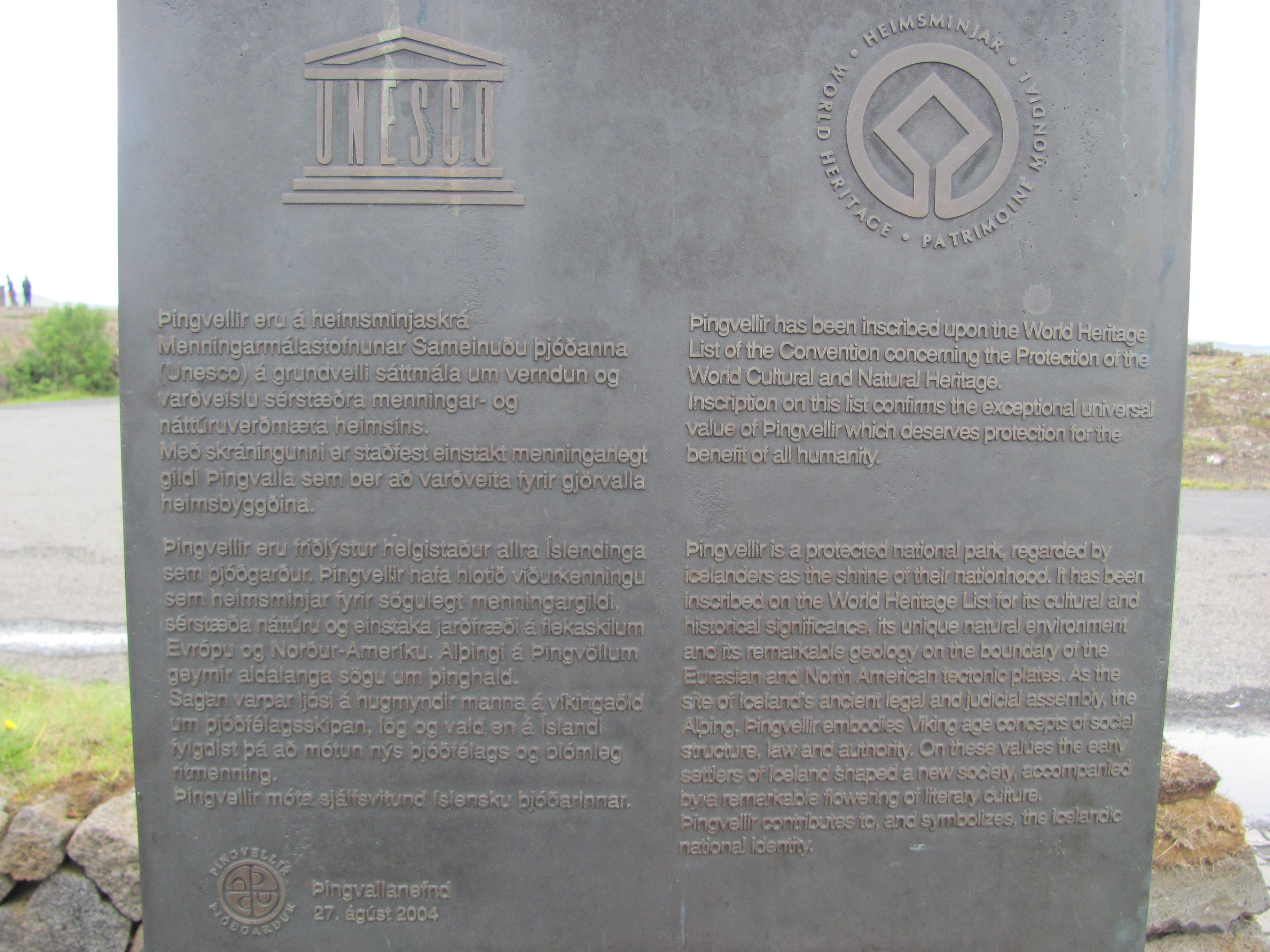
Welterbe-Plakette

Zur Zeit der Besiedlung liefen in Þingvellir Reitpfade aus allen Teilen des Landes zusammen. Hier, auf dem Thingplatz in der Nähe der Schlucht Almannagjá, wurde bereits um 930, also am Ende der Landnahme durch vor allem norwegische Wikinger, einmal jährlich während zwei Wochen im Juni die traditionelle Versammlung Althing abgehalten, die sowohl gesetzgeberische als auch gerichtliche Funktion hatte. Es handelt sich um eines der ältesten Parlamente der Welt – nach denen in Griechenland und im Römischen Reich der Antike. Das Althing bestand bis 1798, als die Dänen es auflösten.
Im Jahr 1000 wurde in Þingvellir die Annahme des Christentums beschlossen.
An diesem historischen Ort wurde auch am 17. Juni 1944 die Republik Island ausgerufen und 1994 deren Fünfzigjahrfeier begangen.
Heute sind am Rande des Parlamentsplatzes und an mehreren Orten der Schlucht noch verwitterte und überwachsene Steinmauern zu sehen – Überreste der damals mit Zeltplanen überdachten Lagerstätten.

## Geologie
Þingvellir liegt inmitten einer Grabenbruchzone (westliche aktive Riftzone) und ist umgeben von vier aktiven Vulkansystemen, unter deren Einfluss die ganze Gegend steht: der Hengill am Südufer des Sees Þingvallavatn sowie Hrómundartindur, Hrafnabjörg und Prestahnúkur.
An diesem Ort und im weiteren Umfeld wird auch das Auseinanderdriften der amerikanischen und eurasischen tektonischen Platten durch imposante Felsspalten und Risse sichtbar, vor allem an der Almannagjá (Allmännerschlucht) oder auch der Silfra-Spalte. Die tektonischen Verschiebungen lösen auch häufig Erdbeben aus. In den letzten 10.000 Jahren ist das Land beiderseits der Schlucht Almannagjá um 70 Meter auseinandergedriftet und der Talboden hat sich um ca. 40 Meter gesenkt.
Der Fluss Öxará durchströmt den Þingvellir-Nationalpark und formt an der Schlucht Almannagjá einen sehenswerten Wasserfall, den Öxarárfoss.

## Touristische Bedeutung
Zusammen mit dem Wasserfall Gullfoss und den Geysiren des Haukadalur gehört Þingvellir zu den bekanntesten Sehenswürdigkeiten Islands, dem sogenannten Golden Circle.
Zum 1000-jährigen Jubiläum des Althing wurde Þingvellir im Jahr 1930 zum Nationalpark erklärt.
2004 wurde der Nationalpark durch die UNESCO in die Liste des Weltkulturerbes aufgenommen.
Im Nationalpark stand seit 1898 das Hotel Valhöll bei der letzten Brücke über die Öxará. Es wurde zur 1000-Jahr-Feier Islands renoviert und befand sich im Staatsbesitz. Bei einem Feuer im Juli 2009 wurde es so weit zerstört, dass es nicht wieder aufgebaut werden konnte.
Am 31. März 2011 bildete sich ein kleines Loch im Kiesweg, der durch die Allmännerschlucht führt. Dabei kamen keine Menschen zu Schaden. Anschließend wurde unter dem Pfad eine etwa 10 Meter tiefe Spalte entdeckt. Der davon betroffene Teil des Pfades wurde durch eine hölzerne Brücke ersetzt.
Zu einem außergewöhnlichen Tauchplatz hat sich die Silfragjá (Silfra-Spalte) entwickelt. Hier kann man in einer Schlucht östlich der Mündung der Öxará direkt zwischen der nordamerikanischen und eurasischen Kontinentalplatte tauchen.